# Douglas Buxton
Douglas Buxton est un skipper australien né le 12 février 1917 à Melbourne et mort le 4 juillet 1984 dans la même ville.

## Carrière
Douglas Buxton obtient une médaille de bronze olympique de voile en classe 5,5 mètres JI avec Devereaux Mytton et Jock Sturrock aux Jeux olympiques d'été de 1956 de Melbourne à bord du Buraldoo.